# 1,3-Tiazepin
1,3-tiazepin je hemijsko jedinjenje iz tiazepinske klase.